# Aleksander Janiszewski (aktor)
Aleksander Janiszewski (ur. 4 czerwca 1975) – polski aktor.
W 1998 został absolwentem Wydziału Lalkarskiego PWST we Wrocławiu.

## Filmografia
- 2005: Fala zbrodni – (odc. 35)
- 2007: Sztuczki
- 2007: Glina – „Cyna” (odc. 15)
- 2007: Fala zbrodni – (odc. 99)
- 2007: Biuro kryminalne – (odc. 46)
- 2012: Śmierć w teatrze
- 2014: Zbliżenia
- 2014: Wataha – lekarz karetki (odc. 1)
- 2014: Małe stłuczki – szef Piotra
- 2014: Hitler w operze
- 2015: Wesołowska i mediatorzy – ojciec Pawła (odc. 28)
- 2015: Uwikłani – Daniel Witkowski
- 2015: Rodzinka.pl – zwierzchnik kasjerki w „Almie” (odc. 158)
- 2015: Powiedz tak! – organizator koncertu grupy Sound’n’Grace (odc. 13)
- 2015: Policjantki i policjanci – „Szybki”, policjant z Wydziału Kryminalnego
- 2015: Nie rób scen – kucharz Robert, przyjaciel Piotra (odc. 7)
- 2015: Demon – ratownik Darek
- 2016: Na sygnale – Borys (odc. 85)
- 2016: Komisja morderstw – sierżant sztabowy Żal (odc. 5)
- 2016: Druga szansa – sanitariusz (odc. 6)
- 2016: Bodo – inspicjent (odcinki: 3, 7, 8, 9)
- 2017: Pokot
- 2017: Ojciec Mateusz – sąsiad (odc. 227)
- 2017: O mnie się nie martw – pracownik stacji (odc. 87)
- 2017: Gwiazdy – barman niemiecki
- 2017: Dziedzictwo
- 2017: Belle epoque – (odc. 2)
- 2017: Atlas – zastępca szefa katedry astrofizyki
- 2018: Ukryta prawda – Radek Straszewski (odc. 858)
- 2018: Pierwsza miłość – Markowski, kierownik sklepu
- 2020: Zenek – fan
- 2021: Teściowie – Michał Kopiczak
- od 2021: Dzielnica strachu – oficer dyżurny Starszy Sierżant Sławek Broda
- 2023: 1670 – wójt